# کشتی در بازی‌های کشورهای همسود ۲۰۱۰
کشتی در بازی‌های کشورهای همسود ۲۰۱۰ (انگلیسی: Wrestling at the 2010 Commonwealth Games)، رویدادهای کشتی در این دوره از بازی‌ها، از روز ۵ تا ۱۰ اکتبر ۲۰۱۰ در ایندیرا گاندی آرنا برگزار شد. برخلاف مسابقات مهم کشتی، در این بازی‌ها تنها یک مدال برنز برای مقام سوم در هر مسابقه اهداء گردید.

## جدول مدال
*   کشور میزبان (هند)
| رتبه           | کشور           | طلا | نقره | برنز | مجموع |
| -------------- | -------------- | --- | ---- | ---- | ----- |
| ۱              | هند*           | ۱۰  | ۵    | ۴    | ۱۹    |
| ۲              | کانادا         | ۴   | ۵    | ۵    | ۱۴    |
| ۳              | نیجریه         | ۳   | ۳    | ۷    | ۱۳    |
| ۴              | پاکستان        | ۲   | ۱    | ۰    | ۳     |
| ۵              | انگلستان       | ۱   | ۱    | ۲    | ۴     |
| ۶              | استرالیا       | ۱   | ۱    | ۱    | ۳     |
| ۷              | آفریقای جنوبی  | ۰   | ۴    | ۱    | ۵     |
| ۸              | کامرون         | ۰   | ۱    | ۱    | ۲     |
| مجموع (۸ کشور) | مجموع (۸ کشور) | ۲۱  | ۲۱   | ۲۱   | ۶۳    |